# Brukspatron John Jennings, hans bror och svägerska
Brukspatron John Jennings, hans bror och svägerska eller Familjen Jennings är en oljemålning av Alexander Roslin från 1769. Målningen, som sedan 1901 ingår i Nationalmuseum samlingar, föreställer industrimannen John Jennings (till höger), hans bror Frans och dennes hustru Jeanne Élise Trembley på besök i Paris där Roslin var bosatt större delen av sitt liv.
Roslin återger på ett mästerligt sätt sidentyget med rysch, volanger, rosetter och dyrbara spetsdekorationer på Jeanne Élises silvergrå klänning. Roslin var berömd för sin förmåga att återge tygets textur och lyster. Konstkritikern Denis Diderot ansåg dock att målningen brast i sanning när han såg den på Parissalongen samma år: ”Kvinnan spelar på klavecinen utan att höra och utan att bli hörd”.
Det här grupporträttet är ett exempel på 1700-talets androgyna ideal inom överklassen. Modellerna är sminkade, uppklädda och agerar med gester och blickar gentemot betraktaren. Det är som ett slags teater. Under 1700-talet förekom olika ceremoniella ritualer och obligatoriska övningar i balett vid hovet. Sådana övningar var gemensamma för män och kvinnor och präglade kropparnas rörelsemönster. 1700-talets överklass var fascinerad av rollspel och maskerad. Gränserna mellan hur män och kvinnor såg ut var inte så strikta, vilket utnyttjades i teater, spel och lekar, och i vardagen.